# Drayton Hall
Drayton Hall est une ancienne plantation du Sud des États-Unis située près de Charleston, en Caroline du Sud. La maison des maîtres est un exemple caractéristique d’architecture palladienne en Amérique du Nord. 

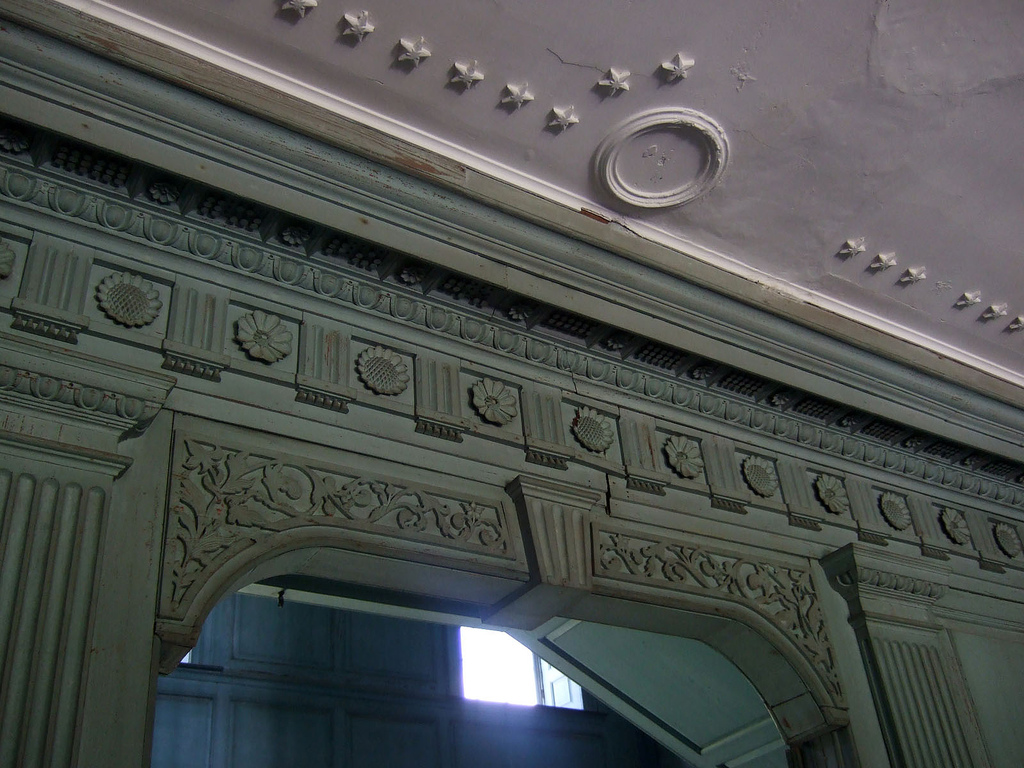
L’intérieur de Drayton Hall.

La demeure fut construite pour John Drayton (en). Les travaux commencèrent en 1738 et furent terminée en 1742 en utilisant une main-d’œuvre libre ainsi que des esclaves. La demeure est incluse dans un domaine de 2,5 km2. Drayton Hall est la seule plantation longeant l’Ashley River (en) à être restée intacte à la révolution américaine ainsi que lors de la guerre de Sécession. 

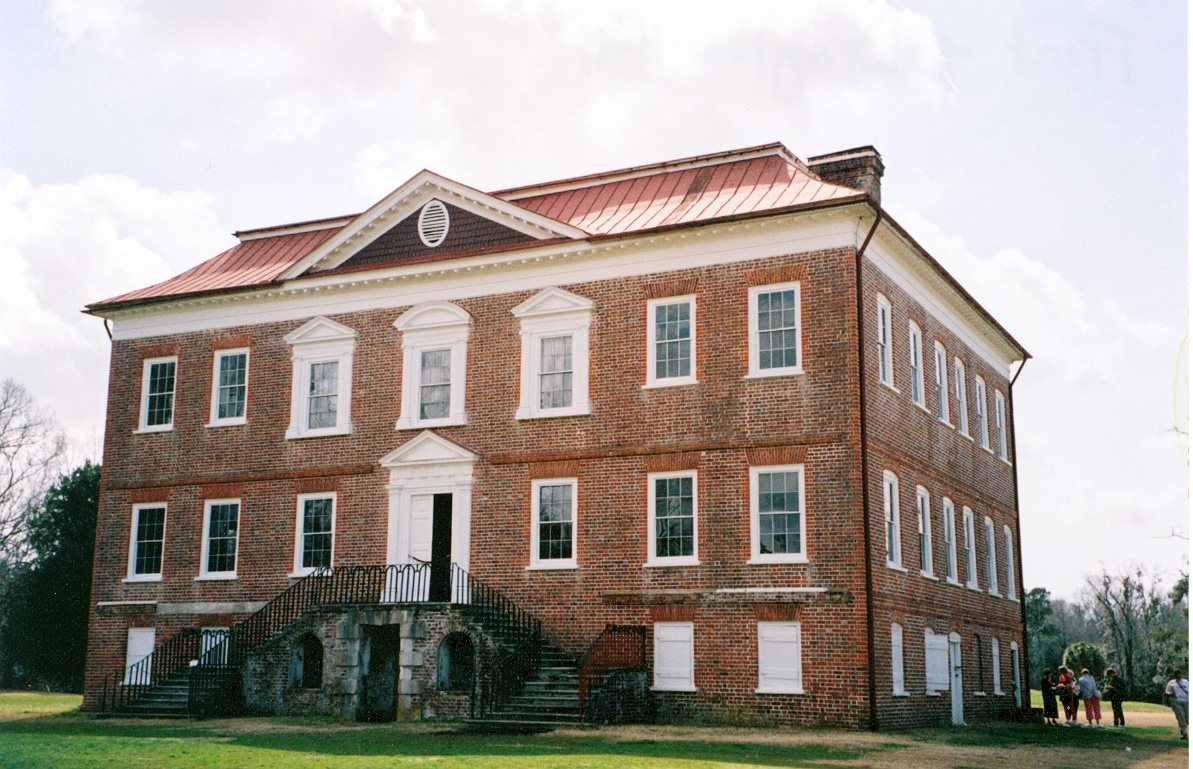
Façade arrière, faisant face à l’Ashley River

La demeure possède un double portique qui protège du soleil de l’après-midi et offre un espace à vivre plein air l’été. Le plan d’étage est de style palladien. Un escalier central permet d’accéder au hall d’entrée. Deux escaliers symétriques mènent à l’étage noble.  